# 1-я пехотная дивизия (РОА)
600-я пехотная дивизия (нем. 600. (Russische) Infanterie-Division) или 1-я пехотная дивизия РОА — тактическое соединение сухопутных войск вооружённых сил КОНР воевавшее на стороне нацистской Германии в период Второй мировой войны.

## Формирование
Сформирована 23 ноября 1944 года.
18 000 чел., 12 тяжёлых и 42 лёгкие полевые гаубицы, 6 тяжёлых и 29 лёгких пехотных орудий, 31 75-мм противотанковых пушек, 10 37-мм зенитных орудий, 79 миномётов, 536 станковых и ручных пулемётов, 20 огнемётов. Вместо положенных по штату 14 штурмовых орудий, дивизия по состоянию на 10.04.1945 г. имела 10 противотанковых САУ «Хетцер» и 9 танков Т-34 из бригады Каминского.
Формирование дивизии началось согласно приказу от 23.11.44 г на учебном полигоне в Мюнзингене (Вюртемберг). Основой стала 29-я дивизия войск CC «РОНА», её личный состав составил костяк 2-го полка, танковую роту и тяжёлый эскадрон дивизионного разведотряда, командиром которого был назначен бывший начальник разведотдела штаба РОНА майор Костенко. Дивизии была передана вся матчасть РОНА. В итоге 25 % личного состава дивизии составили бойцы РОНА. Для формирования были переданы остатки 30-й добровольческой пехотной дивизии CC (2-го формирования), 308, 601, 605, 618, 628, 630, 654, 663, 666, 675 и 681-й восточные батальоны, 582 и 752-й восточные артдивизионы, ряд мелких единиц с Западного фронта. Добровольцы, набранные прямо из лагерей военнопленных, составляли незначительный процент от общей численности. Дивизия формировалась по образцу пехотной дивизии народного ополчения, с некоторыми отклонениями: вместо штурмовых орудий — 10 самоходных противотанковых пушек «Ягдпанцер 38» и 9 танков Т-34. 13-14 мая 25-й советский танковый корпус захватил 11000 чел., 5 танков, 5 самоходных установок, 2 бронетранспортёра, 3 бронемашины, 38 легковых автомобилей, 64 грузовых автомобиля и 1378 лошадей.
- НШ (начальник штаба) формирования: полковник Х. Герре, бывший НШ восточных войск.
- Командир: полковник (с 12 февраля 1945 г. — генерал-майор) Сергей Кузьмич Буняченко
- НШ: майор Николай Петрович Николаев, начальник оперативного отделения штаба советской 12-й армии, майор РККА[2].

## Участие в боевых действиях

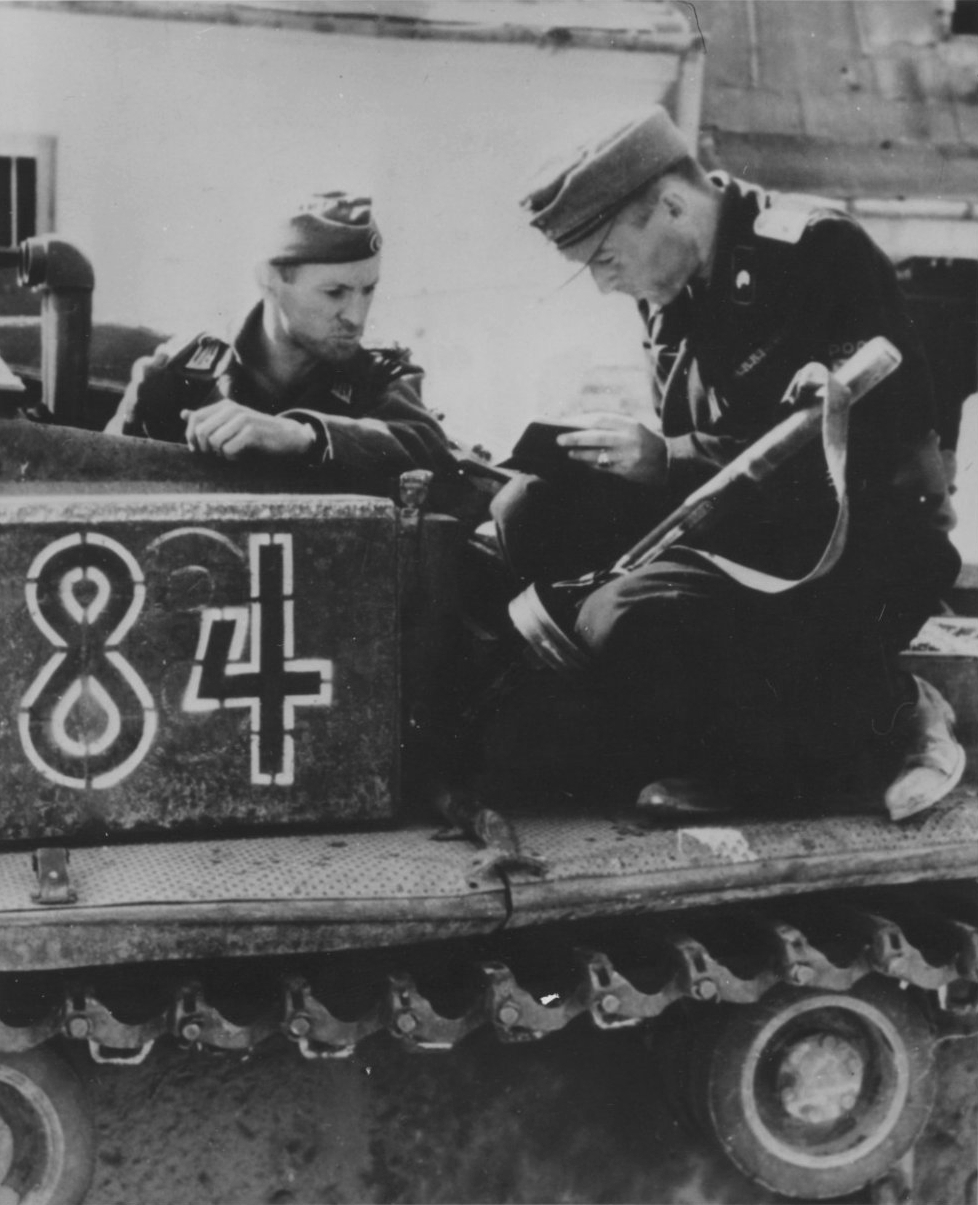
Член РОНА и солдат вермахта во время подавления Варшавского восстания

6 марта 1945 года дивизия выступила на плацдарм «Эрленгоф» в район действий 9-й армии. За время передвижения к ней присоединилось около пяти тысяч пленных и интернированных советских граждан. К 20-м числам марта дивизия дошла до предместий Нюрнберга. По решению немецкого командования дальше дивизия передвигалась по железной дороге. 22 марта дивизия разгрузилась на полигоне Либерозе. Её задачей стал штурм плацдарма «Эрленгоф», который до этого дважды безуспешно штурмовали немцы.
23 марта 1945 года Гитлер выступил с заявлением, что существование дивизии оправдано лишь как регулярной дивизии вермахта. Перед боем дивизию посетил Власов. Он выступал в каждом подразделении, беседовал с солдатами, принимал присягу новобранцев.
13 апреля 1945 года в 5:15 после артподготовки и авианалёта полки дивизии атаковали южнее Фюрстенберга позиции 119-го укрепрайона советской 33-й армии. Атака 3-го полка с юга была отбита к середине дня с большими потерями для наступающих. После короткой передышки атака была возобновлена, но вновь захлебнулась. Более успешно действовал 2-й полк, атаковавший плацдарм с севера при поддержке 12 танков и нескольких самоходных орудий. Ему удалось овладеть первой линией окопов и продержаться на ней до следующего дня. Общие потери дивизии убитыми составили 370 человек. Командир дивизии Буняченко приказал отвести дивизию в тыл, откуда она двинулась в сторону Чехии.
В начале мая 1945 года дивизия продвигалась мимо Праги на юг, в Австрию, где руководство КОНР наметило сосредоточение всех своих сил ввиду совершенно очевидного поражения нацистской Германии в войне. В планах генерала Власова было достичь Словении, где он рассчитывал соединиться с командовавшим Югославским войском в Отечестве (ЮВО) генералом Драголюбом Михайловичем и лидером югославянской организации «Збор» подполковником Димитрие Лётичем, имевшими на вооружении 40 тысяч штыков. В их планах было отделить от Югославии северную, антикоммунистическую часть, создав таким образом буфер между Австрией и коммунистической частью Югославии, контролировавшейся маршалом Иосипом Броз Тито. Об этих планах Власов рассказал Буняченко на личной встрече в конце марта на Одерском фронте.
Генерал Буняченко в начале мая 1945 года двигался с Одера через Богемию к Австрии. Командующий группой армий «Центр» фельдмаршал Фердинанд Шёрнер был недоволен этим решением Буняченко, но решил не акцентировать внимания на конфликте и приказал дивизии занять позиции у Брно. Поняв, что его приказ не выполнен, Шёрнер приказал коменданту Праги Рудольфу Туссену разоружить дивизию Буняченко, что было нереально сделать, так как гарнизон Туссена вдвое уступал по численности этой дивизии.
Власовцы к этому времени знали, что согласно секретному приказу рейхсфюрера СС Генриха Гиммлера руководители КОНР и командование власовской армии накануне капитуляции Германии подлежат уничтожению.

## Участие в Пражском восстании
2 мая поздним вечером в дивизию прибыла делегация чешских офицеров, отрекомендовавшихся представителями штаба восстания. Делегаты заявили, что в Праге готовится восстание, которое нуждается в помощи и поддержке. Откладывать восстание нельзя, потому что немцы могут узнать о нём и тогда оно обречено на провал. Они надеются единственно на власовскую армию и безоговорочную поддержку «власовцев». «Чешский народ никогда не забудет, что вы помогли нам в трудный час» — сказали они.
На совещании, созванном Буняченко, все командиры полков и прочие офицеры дивизии, в том числе и начальник штаба подполковник Николаев, высказались за помощь восставшим и за союз с чехами. Исключение снова составил командир 1-го полка подполковник Архипов-Гордеев.
Участие дивизии в чешском восстании, за которое однозначно высказался Буняченко, означало открытый разрыв с немцами и нарушение решения КОНР от 28 марта 1945 года. Однако чехи обещали дивизии политическое убежище, а её командиру Буняченко — пост коменданта Праги.
Утром 4 мая дивизия, с полком Сахарова в арьергарде, продолжила свой марш в юго-восточном направлении. Вечером, пройдя через реку Бероунку, она достигла окрестностей Сухомасти, где расположился дивизионный штаб. На следующее утро в результате переговоров между руководством дивизии и офицерской делегацией группы «Бартош» (по-видимому, во главе с майором Машеком) было подписано соглашение о помощи. Начальник штаба дивизии подполковник Николаев передал документ майору Швеннингеру, перевёл и объяснил отдельные пункты. Как после войны вспоминал Швеннингер, это было соглашение русских и чехов о совместной борьбе против «нацизма и большевизма». В таком же тоне были написаны и листовки на чешском и русском языках, в которых дивизия при вступлении в Прагу призывала «чешских и русских братьев» к борьбе как против «национал-социалистической Германии», так и против «большевизма». Идея борьбы против «большевиков и немцев» находит отражение также в рапорте, поданном в группу «Бартош» 6 мая в 0.44 часов чешским полковником, комендантом города Требон, о переговорах, по-видимому, с командиром 2-й дивизии РОА генерал-майором Зверевым. На основании русско-чешского военного соглашения от 5 мая 1945 г. в пражском восстании приняла участие вся 1-я дивизия КОНР. Выступление против немцев никак не изменило антибольшевистских настроений русских солдат и отнюдь не означало разгула враждебности по отношению к немцам. Для командования дивизии речь шла лишь о решении, связанном с определённой политической ситуацией, что не оставляло места для каких-либо эмоций против бывших союзников.
Дивизия начала двигаться на Прагу тремя сходящимися колоннами между 16 и 18 часами 5 мая. Вечером 1600-й разведдивизион Первой дивизии под командованием майора Бориса Костенко вступил в бой у Збраслава с боевой группой СС «Молдауталь» под командованием штандартенфюрера фон Клейна (два пехотных батальона и шесть танков «Тигр») .
В половине четвёртого утра 6 мая пражское радио объявило: «Офицеры и солдаты власовской армии, мы убеждены, что в эту последнюю фазу борьбы против немецких агрессоров вы как русские граждане поддержите Прагу в её восстании».
Бои 1-й дивизии в Праге начались днём 6 мая атакой на аэродром Рузине, находившийся к северо-западу от города. На этом самом крупном из пражских аэродромов в то время располагалась б-я боевая эскадрилья, боевое формирование под названием «Хогебак», усиленное звеньями нескольких истребительных эскадрилий с реактивными истребителями типа Ме-262. Немецкое командование пока ещё рассчитывало удержать за собой аэродром и прилегающую территорию с казармами, а группа «Бартош» придавала захвату Рузине особое значение — во-первых, чтобы исключить возможность использования аэродрома немцами для операций Люфтваффе, а во-вторых, чтобы дать возможность для посадки самолётам западных держав, на помощь которых все ещё рассчитывали повстанцы. Генерал-майор Буняченко пошёл навстречу пожеланиям чехов: утром 6 мая 3-й полк под командованием подполковника Александрова-Рыбцова свернул с шоссе Бероун — Прага на север, в направлении Храштаны — Собин — Гостивице.

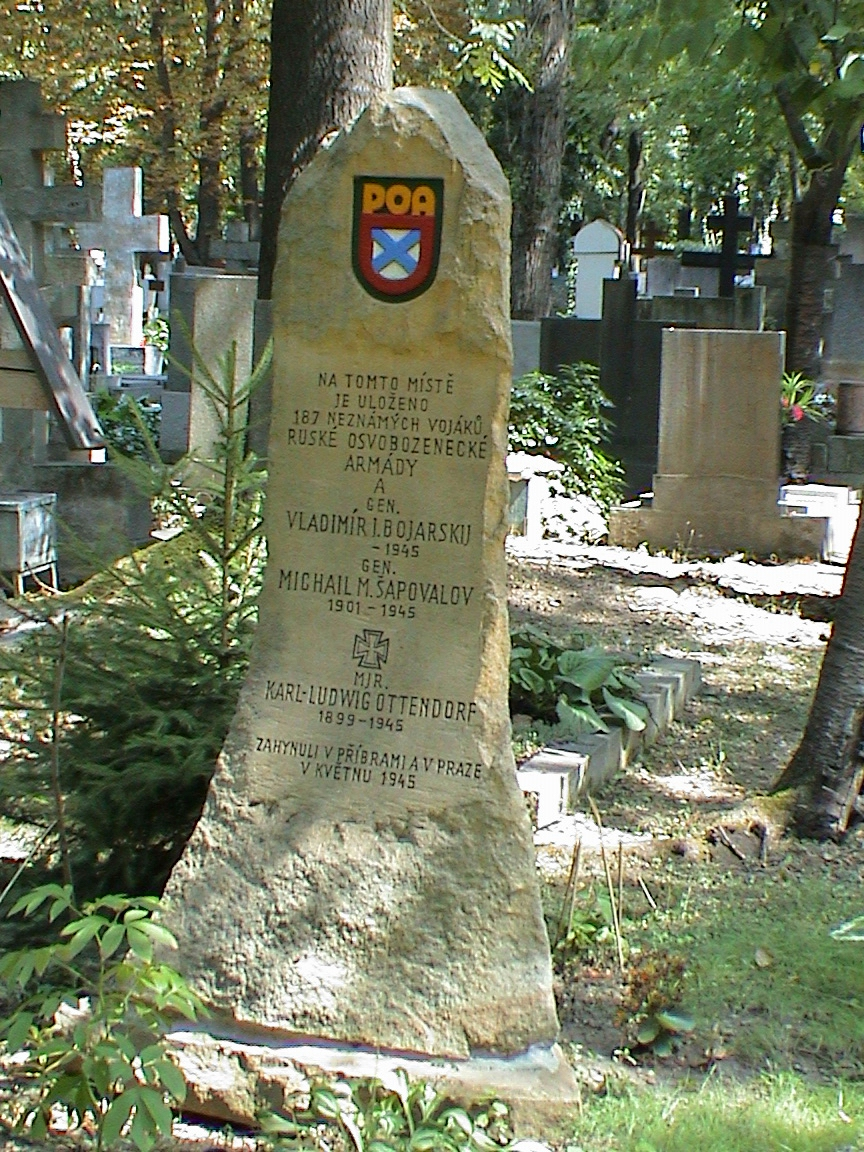
Братская могила солдат РОА в Праге

На подавление восстания немцы бросили эсэсовские части. К тому времени изрядно потрепанная в боях за Будапешт и Вену 6-я танковая армия СС, входившая в группу армий «Австрия», безостановочно отступала перед 3-м Украинским фронтом на запад для сдачи в плен американцам. Из её состава на Прагу были двинуты как наиболее боеспособные 2-я танковая дивизия СС «Рейх», 5-я танковая дивизия СС «Викинг» и находившаяся в стадии формирования 44-я мотопехотная дивизия СС «Валленштайн».
К 23 часам 6 мая Штаб дивизии расположился в Йинонице, первый полк — на Смихове, второй — в южном предместье Праги, третий в Рузине, четвёртый полк разворачивался напротив Петржина, Страговского монастыря и Градчан. Артиллерийский полк находился на позициях у Зличина и при частях. Пятый полк, запасной, ставался в резерве командования. Таким образом, власовцы сумели занять всю западную часть Праги и, продвинувшись на восток города, рассекли медленно сжимавшееся кольцо эсэсовцев. Значительная часть города была полностью очищена от немецкого гарнизона.
Несмотря на то, что в ночь с 6 на 7 мая командир первого полка подполковник Архипов вступил в переговоры с разведчиками 16-й бронетанковой дивизии бригадного генерала Пирса из Третьей армии США и узнал от них, что войска Паттона заняли Пльзень и далее на Прагу двигаться не собираются, в час ночи 7 мая Буняченко отдал приказ о наступлении: «Нужно взять Прагу для спасения наших братьев-чехов».
В боях 7 мая власовцы оттянули на себя главные силы немецкого гарнизона Праги и предотвратили большие человеческие жертвы среди восставших. Полк Архипова освободил пражскую тюрьму на Панкраце, тем самым были спасены несколько сот узников, в том числе евреев, осуждённых на уничтожение. Архипов впоследствии писал в мемуарах: «Ликованию чехов не было предела. Нас засыпали цветами, целовали, становились на колени как перед освободителями».
Но в ночь на 8 мая военнослужащие КОНР покинули Прагу, так как не получили никаких гарантий от руководителей восставших относительно своего союзнического статуса при поддержке восстания. Более того: Чешский национальный совет, опасаясь негативной реакции советского командования на помощь власовцев и зная, что американцы освобождать Прагу не придут, потребовал ухода дивизии из Праги. В ночь на 8 мая подчинённые С.Буняченко оставили занятые позиции и отступили в западном направлении. Уход войск РОА значительно усложнил положение восставших. Как вспоминал командир 2-го полка В. П. Артемьев, «…со слезами страха и отчаяния люди провожали бойцов, обращаясь к ним с мольбой не уходить, а остаться защищать их… Чешские офицеры из штаба восстания несколько раз догоняли уходящую дивизию на автомобилях, умоляя вернуться в Прагу…»

## Интернирование
Поздно вечером 9 мая всё ещё на территории Чехословакии, дивизия пришла в район Розенгал, Боильшиц, Классойовиц, в 30 км юго-западнее Пршибрама. Танковые части 3-й американской армии находились уже в этом районе, но дивизия ещё не встречалась с ними. Штаб дивизии расположился в деревне Хвождяны.
С утра 10 мая в расположении полков стали появляться американские танки. Американские офицеры требовали сдать оружие и отвести полки в указанные ими районы, где ожидать новых распоряжений. Командиры полков категорически отказались выполнить распоряжение американцев и заявили, что они не станут выполнять никакие распоряжения помимо своего командира дивизии. Полки же оставались на местах, ожидая дальнейших событий в полной боевой готовности. После этого все вопросы стали разрешаться через штаб дивизии. В тот же день генерал Буняченко получил приказ от американского генерала разоружиться. Пришлось подчиниться безоговорочно. Части сдали оружие 10 и 11 мая. В полках разрешено было оставить по десять винтовок на роту, а всем офицерам их личное оружие.
К концу дня 11 мая обезоруженные полки дивизии были стянуты в одно место, где расположились бивуаками, строго сохраняя свою организацию, поддерживая внутренний порядок, дисциплину и внешний вид воинских частей. Дивизия считала себя интернированной и с доверием относилась к американскому командованию. Все верили, что американцы не предъявят власовцам обвинений, и что они получат если не признание и поддержку, то, во всяком случае, право убежища и защиту.
Однако на основании соглашений, заключённых на Ялтинской конференции, большая часть чинов Первой пехотной дивизии РОА, включая генерала Буняченко, была выдана в СССР 15 мая 1945 года. Буняченко за измену родине был приговорён к высшей мере наказания через повешение вместе с Власовым, начальник штаба подполковник (бывший капитан Красной армии) Николай Николаев и начальник контрразведки капитан (бывший старшина-краснофлотец) Павел Ольховик приговорены к высшей мере наказания через расстрел по отдельности. Командир артиллерийского полка подполковник (бывший капитан РККА) Василий Жуковский добровольно сдался РККА и был приговорён к расстрелу.
Благодаря содействию офицеров американской армии командиры 1-го, 2-го и 4-го полков дивизии подполковник Андрей Архипов, подполковник (бывший майор РККА) Вячеслав Артемьев, полковник (бывший лейтенант армии Франко) Игорь Сахаров сбежали на Запад. Командир третьего полка подполковник (бывший майор РККА) Георгий Петрович Александров-Рябцев и командир полка снабжения подполковник (бывший интендант II ранга РККА) Яков Иванович Герасимчук застрелились при роспуске дивизии.

## После 11 мая 1945 года
Отдельные части дивизии продолжили борьбу против Советского союза, после интернировании большей части дивизии. В частности 3-й эскадрон разведдивизиона дивизии под командованием Георгия Николаевича Чавчавадзе отправился на территорию Галиции и Словакии, где и действовал против СССР до августа 1945 года.

## Структура дивизии

### Запасной батальон
С 8.12.1944 г. началось формирование под командованием полковника Семёнова (с 15.02.1945 — майор Иванов Павел Пав.). Учебная рота по подготовке унтер-офицеров стрелков из 4-х взводов по 30 чел. Всего — 120 чел. Учебная рота по подготовке унтер-офицеров специалистов: взвод пулемётчиков — 40 чел.; взвод миномётчиков — 40 чел.; взвод сапёров — 20 чел.; противотанковый взвод — 20 чел. Всего — 120 чел. Кроме того, планировалось сформировать взвод из воспитанников — подростков не старше 16 лет.

### Разведывательный батальон
Формировался согласно приказу № 18 от 8.12.1944 г. из танкового батальона и кавалерийского эскадрона по штату ВС КОНР.
- Командир: майор Кирилл Юргилевич
- НШ: майор (позже подполковник) Николаев Н. П.

### 1601-й пехотный полк (1-й пехотный (русский) полк)
- командир: Генерального штаба (курсы генерала Головина в Париже) полковник Андрей Архипов-Гордеев[7]
- рота подпоручика Старова И. И.
- рота поручика Мамонтова (до 2.03.45 г.)
- рота подпоручика Борисова (до 2.03.45 г.)

### 1602-й пехотный полк (2-й пехотный полк (русский))
- командир (с 06.1944 г.): майор (с 27.02.1945 — подполковник) Вячеслав Пав. Артемьев[8][9]
- НШ — капитан (со 1.02.45 — майор) Козлов Н. В.[10][11];
- командир 1-го батальона: капитан (со 2.02.45 — майор) Золотавин М. П.;
- командир 2-го батальона: капитан Димитриев
- командир Штабной роты: подпоручик Смирнов В. (с 27.02.45 г.);
- командир 2-й роты: поручик Шемякин (до 26.12.44 г.);
- командир роты тяжёлых орудий: Сарачан П.

### 1603-й пехотный полк (3-й пехотный полк (русский))
- командир: подполковник Александров-Рябцев Георгий Петрович, майор РККА
- НШ: капитан (позднее майор) Монархов В. И.
- командир 1-го батальона: подполковник Галкин Михаил Владим. (с 15.02.45 г.)
- командир батальона: поручик (со 2.02.45 г капитан) Скворцов В. Н.
- командир батальона: поручик (со 2.02.45 г капитан) Кучинский П. Н.
- командир стрелкового взвода: фельдфебель Хондошко Н. К.

4-й дивизион самоходных пушек
- командир: майор Романов В. И. (с 15.02.45 г.)
- командир дивизиона — поручик (со 2.02.45 г капитан) Кручиненко Я. С.

### 1600-й полк снабжения (русский)
- командир: подполковник Максаков

### 1600 зенитно-противотанковый дивизион (русский)
- НШ: подпоручик (со 2.02.45 г поручик) Филипчук Н. Ф.

### 1600-й запасной батальон (русский)
- командир — полковник Семёнов

### 1600-й сапёрный батальон (русский)
- командир: капитан Воскобойник Г. П.

### 1600-й разведывательный дивизион (отряд) (русский)
- командир: капитан (с 7.03.45 г майор) Костенко Б. А.
- НШ: капитан Грошев А. А.

#### 3-й эскадрон
- командир: капитан (ранее ротмистр) Чавчавадзе Г. Н.[6]

### 1600-й зенитно-противотанковый дивизион
- Отдельный учебный батальон
- Отдельный авторемонтный взвод
- Медико-санитарная рота
- Взвод полевой жандармерии

### 1604-й пехотный полк (4-й пехотный полк (русский))
- В конце апреля 1945 г. в районе Кенигсбурга к дивизии, находящейся на марше, присоединился 714-й полк 599-й пехотной бригады.
- командир: полковник Игорь Константинович Сахаров
- НШ: майор граф Ламсдорф Г. П.
- командир 1-го батальона капитан Чистяков
- командир 2-го батальона капитан Гурлеский И. Ф.

### Школа для подготовки унтер-офицеров
Открыта 11.1944 г. В январе 1945 г. была объединена с офицерской школы восточных войск (1-я офицерская школа РОА) полковника Киселёва. 18 штабных и 42 строевых офицера, 120 нижних чинов. В числе преподавателей 6 полковников, 5 подполковников и 4 майора. Школа провела два ускоренных курса, на которых прошли переподготовку 244 офицера; 3-й курс (605 слушателей), до конца войны выпущен не был.
- Начальник объединённой школы: полковник С. Т. Койда

## Другие части РОА (ВС КОНР)
- 2-я дивизия РОА/ВС КОНР (650-я пехотная дивизия)
- ВВС КОНР (ВВС РОА)

## Основные коллаборационистские формирования
- Братство Русской Правды
- Дивизия Россия
- Зелёная армия особого назначения
- Казачий Стан
- Локотская республика
- Республика Зуева
- РОНА
- РОА
- Комитет освобождения народов России (КОНР)
- Народная Социалистическая Партия
- Народно-трудовой союз российских солидаристов
- Русский корпус
- Боевой союз русских националистов
- Организация Цеппелин
- 15-й казачий кавалерийский корпус СС
- Добровольческий полк СС «Варяг»
- 1-я русская национальная бригада СС «Дружина», известна также как 1-й Русский национальный отряд СС
- Русский отряд 9-й армии вермахта
- 29-я добровольческая пехотная дивизия СС «РОНА» (1-я русская)
- 30-я добровольческая пехотная дивизия СС (2-я русская)
- Русская национальная народная армия